# الأنا والهو
الأنا والهو (بالألمانية: Das Ich und das Es) هي ورقة بارزة من قبل المحلل النفسي النمساوي سيغموند فرويد، نُشرت عام 1923. وهي دراسة تحليلية لنفسية الإنسان تحدد نظرياته من الديناميكا النفسية للهو، والأنا والأنا العليا، والتي هي ذات أهمية أساسية في تطوير التحليل النفسي. وقد أجريت الدراسة عقب سنوات عدة من البحث الدقيق ونشرت لأول مرة في عام 1923. ويقول فرويد أن الشخصية مكونة من ثلاثة أنظمة هي الهو، والأنا، والأنا الأعلى، وأن الشخصية هي محصلة التفاعل بين هذه الأنظمة الثلاثة.
يُعتبر بعض النقاد أن هذا الكتاب يُمثل نقلة نوعية في فكر فرويد نحو الاعتراف بدور البيئة والعلاقات في نمو العقل والشخصية. وقد استكمل هذا الاتجاه وطوره نخبة من العلماء الذين يُسمّون الفرويديون الجدد أو البعد فرويديين الذين قدموا نظريات تبتعد عن النموذج الميكانيكي الحتمي أو البيولوجي الذي اتبعه فرويد في التحليل النفسي الكلاسيكي اقترابًا نحو مزيد من الاحترام للعمليات المعرفية والعلاقاتية. وبدوره ينقسم الفكر الديناميكي المعاصر إلى ثلاثة فئات وهي علم نفس الأنا ونظرية العلاقة بالموضوع وعلم نفس الذات.

## محتوى الكتاب
- المقدمة.
- الفصل الأول: نظرية اللاشعور & نظرية الجهاز النفسي & نظرية الغرائز & الشعور واللاشعور.
- الفصل الثاني: الأنا والهو.
- الفصل الثالث: الأنا والأنا العليا (الأنا المثالي).
- الفصل الرابع: مجموعتان من الغرائز.
- الفصل الخامس: خضوع الأنا.